# Castillo de Poutyl y parque municipal de Olivet
El Castillo de el Poutyl y parque municipal de Olivet (en francés: Château du Poutyl et parc de Olivet) es un castillo, parque con diversas instalaciones y jardín botánico, con una extensión en la finca de 3,5 hectáreas, en Olivet, Francia. 
El edificio está situado en el interior del perímetro de Val de Loire inscrito como Patrimonio de la Humanidad de la UNESCO.

## Localización
El "Château le Poutyl" se encuentra entre el río y la localidad. El edificio se encuentra en la proximidad del río Loiret
Château du Poutyl et parc de Olivet 283, rue du Général de Gaulle Code Postal 45160 Olivet, Département Loiret, Centre-Val de Loire, France-Francia. 
Planos y vistas satelitales, 47°52′04″N 1°53′49.6″E / 47.86778, 1.897111
Está abierto todos los días del año, y se la entrada es libre y gratuita.

## Historia
El dominio de el Poutyl se formó a finales del siglo XVI por el Mariscal de Escures, un gran amigo de Enrique IV de Francia. Esta propiedad se extendía desde el puente de los Olivet (hoy Puente Leclerc) a la Iglesia de San Martín y tenían prados en la orilla derecha del Loiret, vis-a-vis con el castillo. Desde la década de 1830, la finca fue vendida por lotes; dejando espacio para las casas. La extensión de la zona de Poutyl se reduce a aproximadamente 5 ha.
En 1942, la ciudad hizo la adquisición, con  el castillo actual. Muchas asociaciones se establecieron allí: baloncesto, voleibol, fútbol, la sociedad náutica  Olivet-Orléans, las casas de la juventud y de la cultura, ... La ciudad también construirá el jardín de infancia (1953), la zona de Skate (2003), el pequeño teatro (2006) o la piscina al aire libre (1970).

## Parque
El parque Le Poutyl ha combinado la naturaleza y la cultura. Las actuaciones se dan durante todo el año, en el pequeño teatro y en el teatro al aire libre. El parque es lugar de prácticas de los atletas, para las caminatas de jóvenes y viejos, con piscina, zonas de juegos (pista de patinaje, bolos ...), el parque infantil y amplias zonas verdes.
Alberga una importante colección de plantas en jardín a « à la française ».  El paseo en el borde del río Loiret  que ofrece una vista sobre el río, sus cobertizos de barcos y grandes propiedades. Grandes árboles majestuosos (tilos, robles, carpes, cedros, liquidambar, sophora, ciprés calvo de Luisiana, hayas ...)